# Собиески (водка)
Водка „Собиески“ се произвежда в Полша от ръж. Наречена е на Ян III Собиески – полски крал и военачалник от 17 век.
Дестилира се от 1864 г. Произвежда се е с различни вкусове: оригинален (червен етикет), на праскова, мандарина, ванилия, пъпеш и др. Червеният етикет е с 40 % алкохолно съдържание.